# سگونتزانو
سگونتزانو (به ایتالیایی: Segonzano) یک کومونه در ایتالیا است که در ترنتینو واقع شده‌است. سگونتزانو ۲۰٫۸ کیلومتر مربع مساحت و ۱٬۴۸۷ نفر جمعیت دارد و ۷۰۰ متر بالاتر از سطح دریا واقع شده‌است.